# Heiligenstädter Friedhof

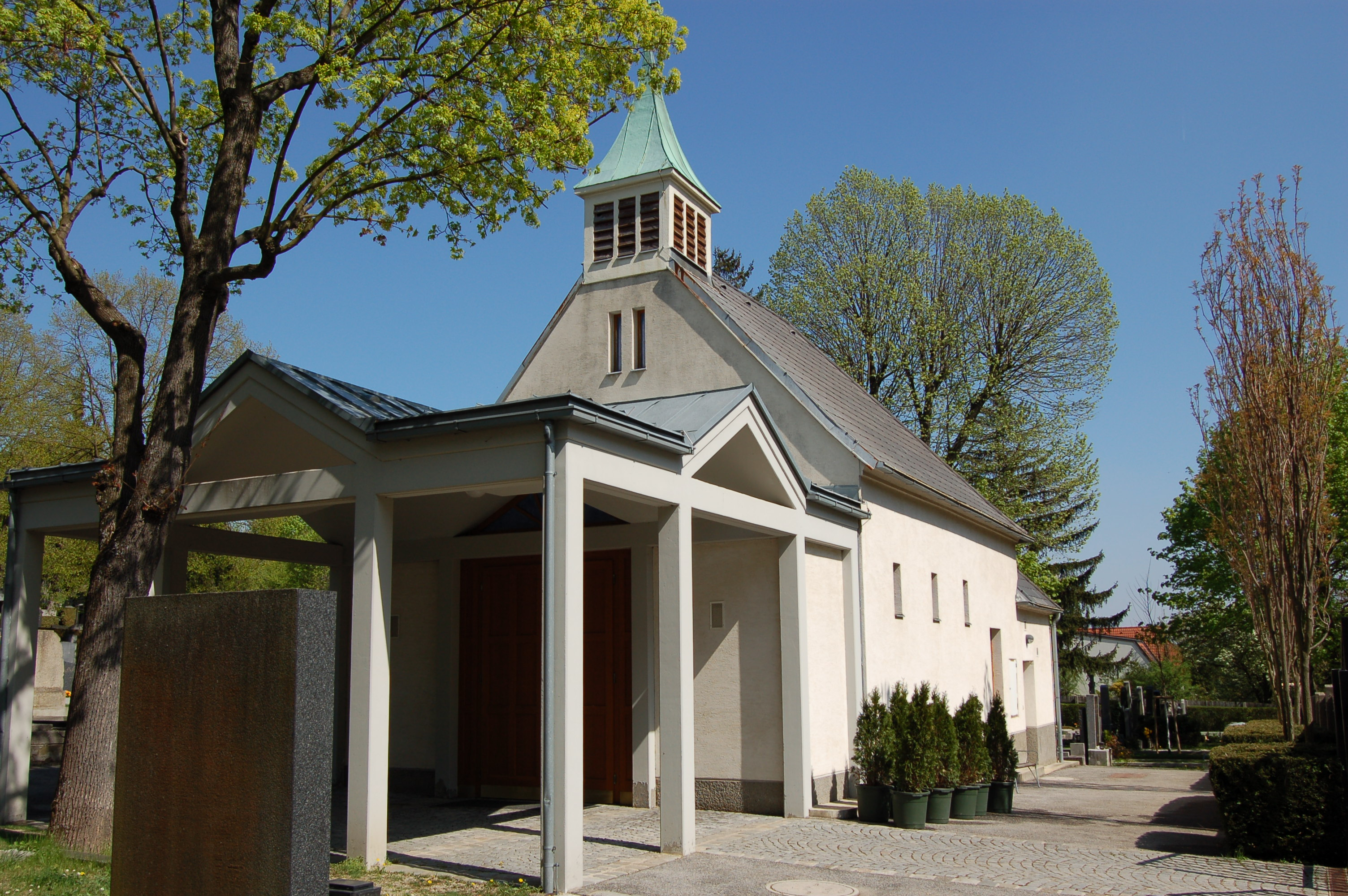
Friedhofskapelle mit Aufbahrungshalle

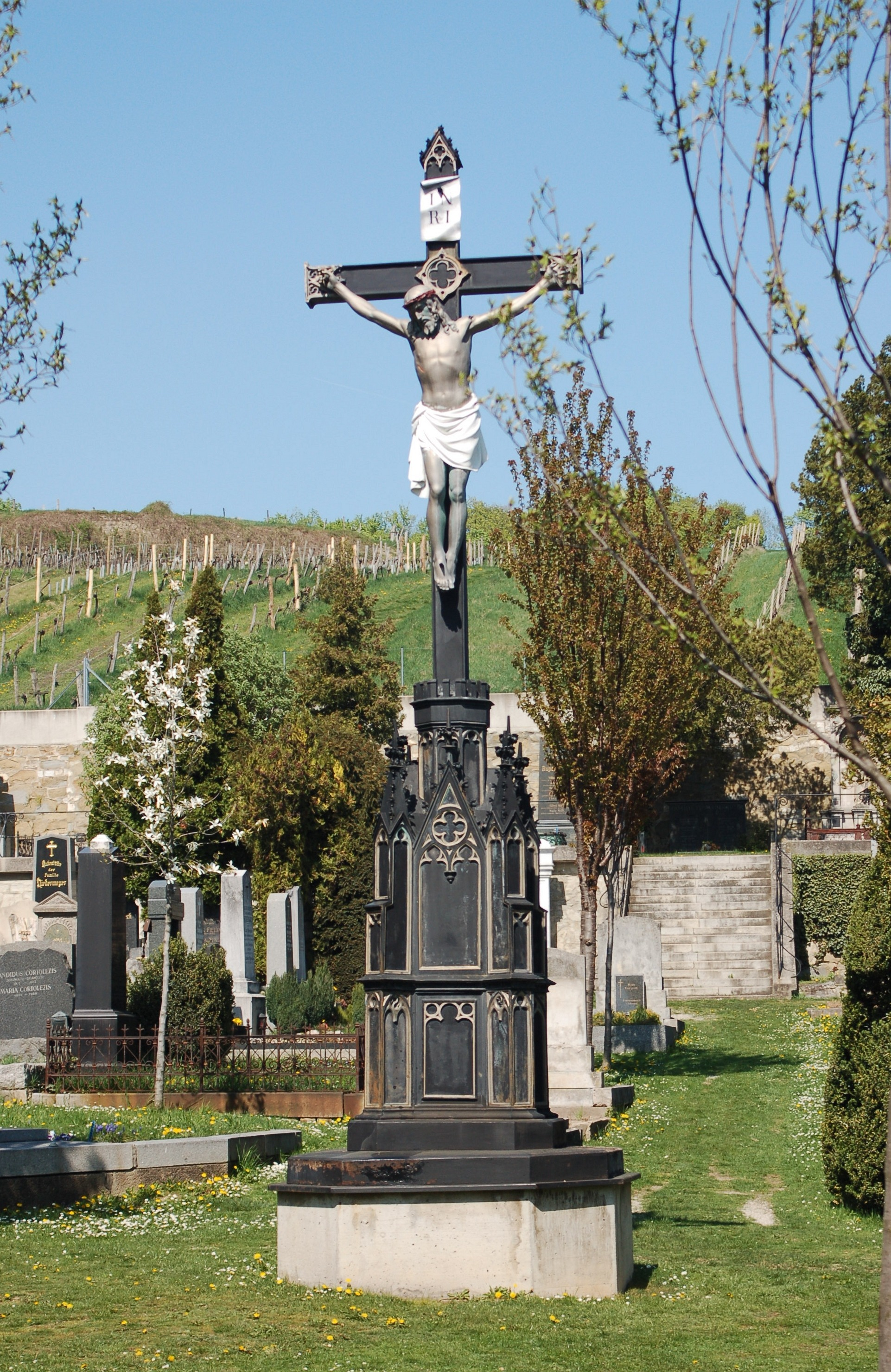
Friedhofskreuz

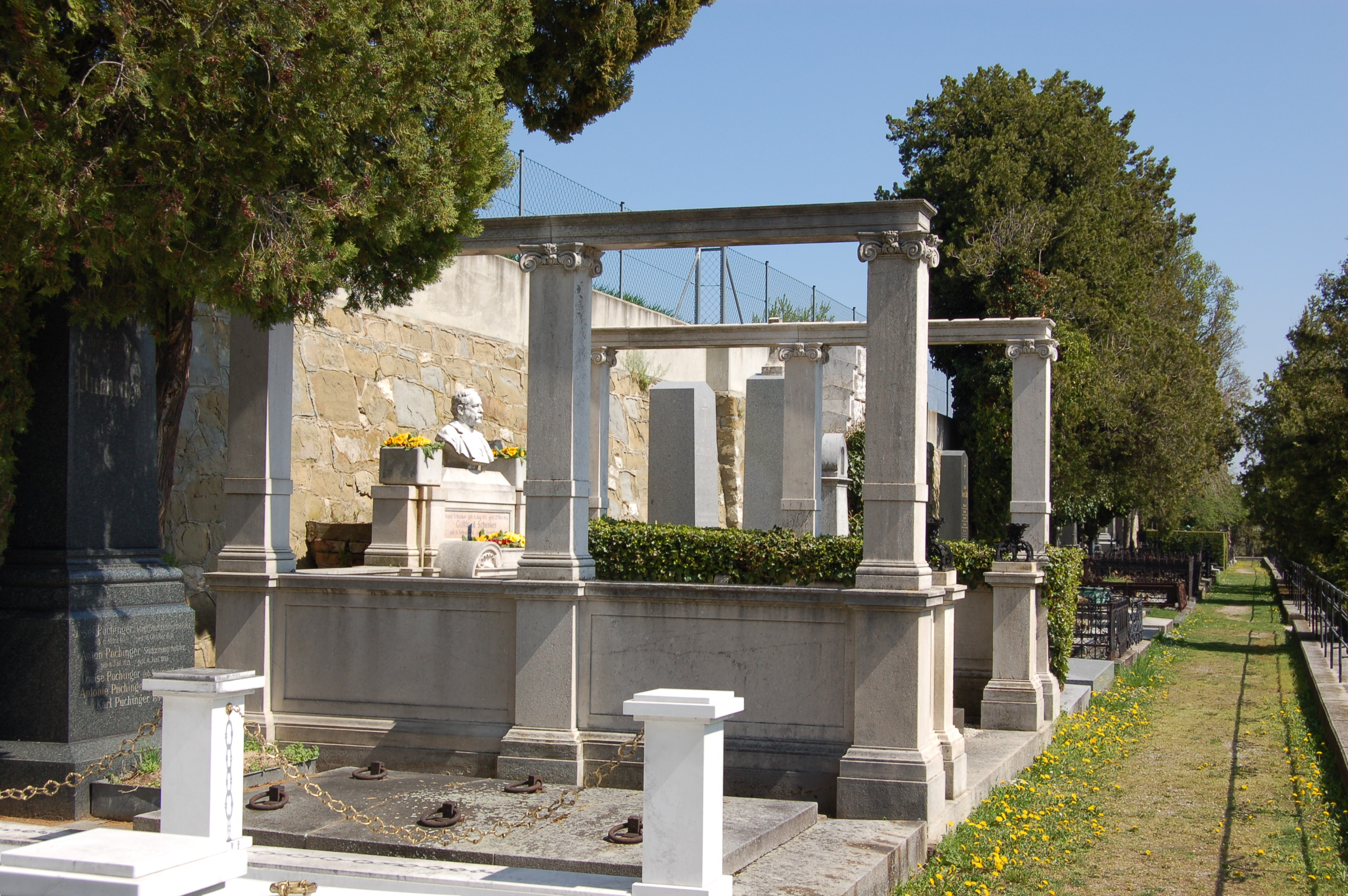
Terrassengräber

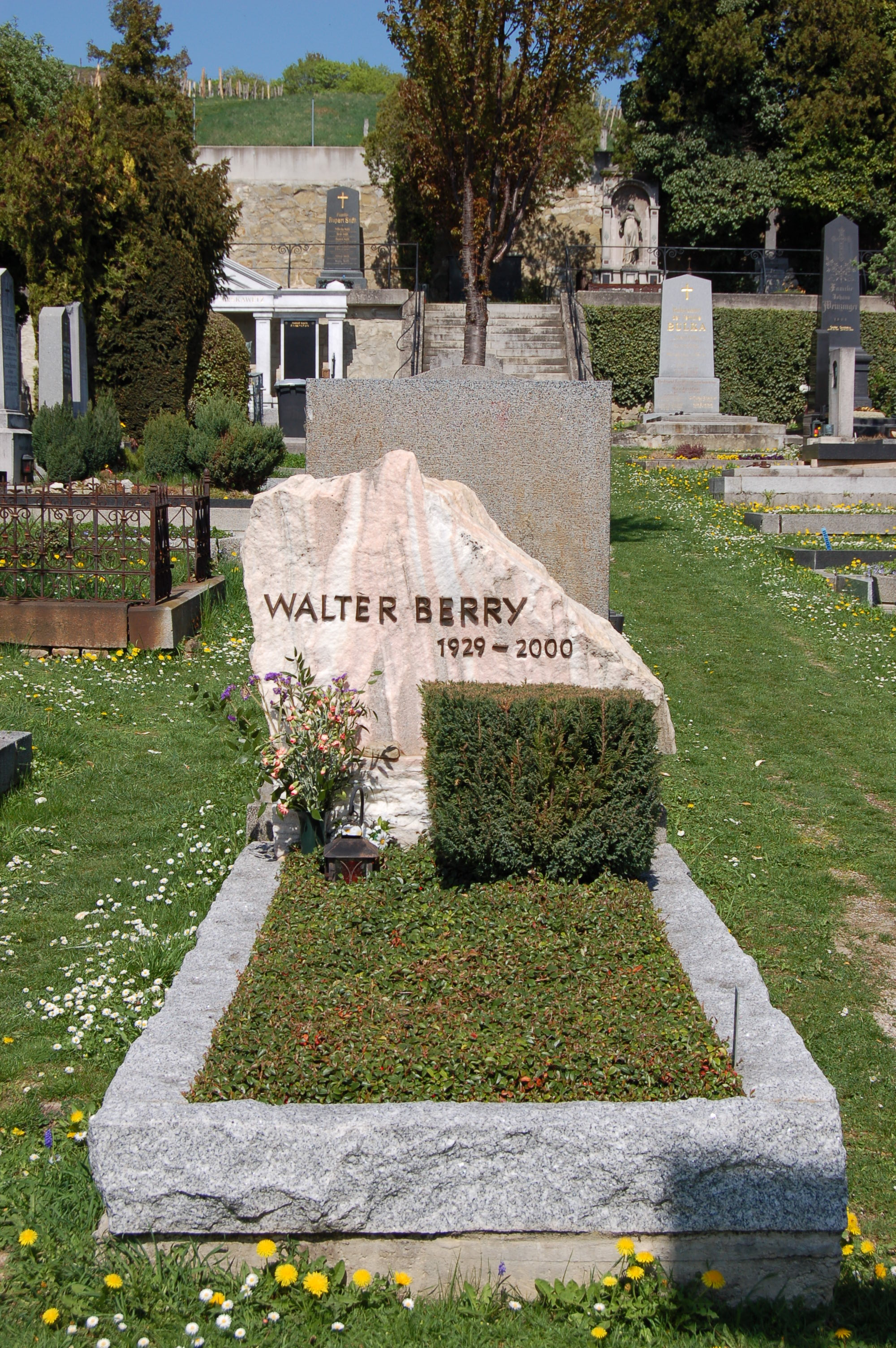
Grabmal von Walter Berry

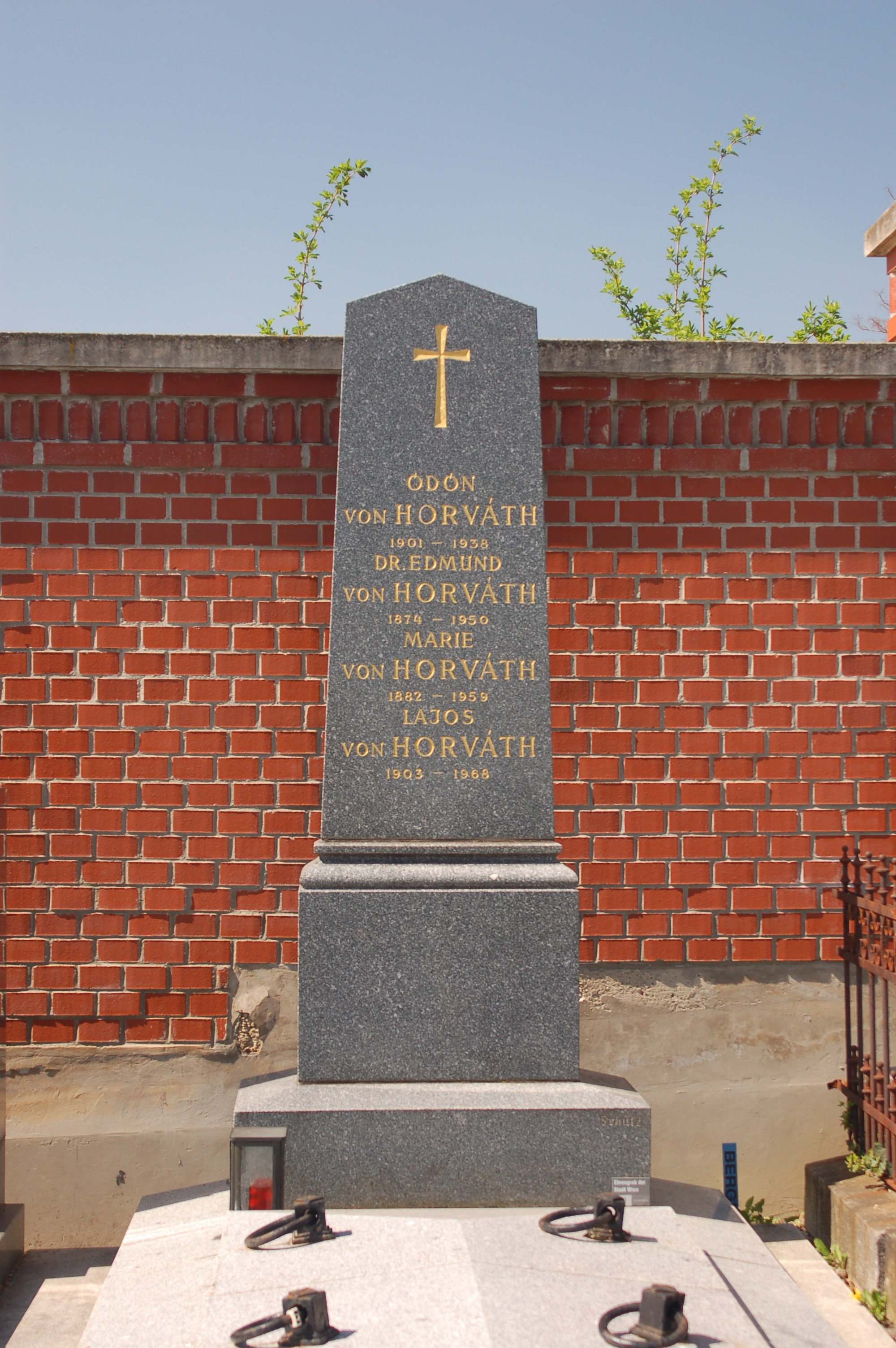
Grabmal von Ödön von Horváth

Der Friedhof Heiligenstadt ist ein Friedhof im 19. Wiener Gemeindebezirk Döbling.

## Lage
Der Friedhof Heiligenstadt liegt am Schreiberbach am südlichen Fuß des mit Weingärten bestandenen Nussbergs zwischen den Wiener Weinhauerdörfern Grinzing und Nussdorf. Er hat die Adresse 19., Wildgrubgasse 20. Der Friedhof wird im Süden und Westen von der Wildgrubgasse begrenzt und stößt im Osten an locker verbautes Wohngebiet. Nördlich des Friedhofes befindet sich ein Grundstück, das für den Weinbau genutzt wird. Der Friedhof umfasst eine Fläche von 20.315 Quadratmeter und beherbergt 2.655 Grabstellen.

## Geschichte

### Alter Heiligenstädter Friedhof
Die Pfarre Heiligenstadt ist eine der ältesten Pfarren Wiens. Zur Pfarre gehörten neben Heiligenstadt ursprünglich auch die Orte Döbling, Grinzing, Sievering, Salmannsdorf, Neustift am Walde und Nußdorf. Als erster Friedhof für die umliegenden Gemeinden, die nach und nach selbständige Pfarreien wurde, diente zunächst der Friedhof um die Pfarrkirche als Begräbnisstätte. 1831 wurde dieser mit einer Mauer umgeben, die Baukosten wurden durch die Stiftung von Oswald der Grill von Grinzing getragen. Eine Erweiterung des Friedhofes war vermutlich nicht möglich, da sich neben der Kirche eine Mineralquelle befand und man bei Grabungsarbeiten auf Wasser stieß. Bereits um 1500 wurde daher am Rande des Friedhofes ein Karner erbaut, der die Gebeine der Toten aufnahm und so eine Wiederbelegung der Gräber ermöglichte. Durch das Bevölkerungswachstum wurde Ende des 19. Jahrhunderts die Errichtung eines neuen Friedhofs notwendig, der alte Friedhof wurde am 2. September 1873 gesperrt. Während die Pfarrkirche 1894 bis 1898 neu errichtet wurde, genehmigte der Wiener Stadtrat 1895 die Aufhebung des alten Friedhofareals unter der Bedingung, dass das Gelände „zu Gartenzwecken“ verwendet wird. Lediglich die Grabstätte des Begründers des Schulturnens in Wien, Rudolf Stephani, blieb erhalten. Der Karner, das einzige erhaltene Beinhaus Wiens wurde 1969 renoviert, die Gebeine 1970 am Wiener Zentralfriedhof bestattet.

### Neuer Heiligenstädter Friedhof
1873 wurde der neue Friedhof in der Wildgrube angelegt und bereits 1897/1898 um 2.921 Quadratmeter erweitert. 1904 wurde die hölzerne Begrenzung durch eine Einfriedungsmauer ersetzt, eine zweite Erweiterung des Friedhofsareals wurde 1910 beschlossen und umgesetzt. In der Zwischenkriegszeit folgte eine weitere Vergrößerung des Friedhofgeländes, 1925 wurde eine neue Aufbahrungshalle errichtet. Nach Renovierungsarbeiten in der Nachkriegszeit wurde 1952 die Vergabe neuer und heimgefallener Gräber verboten. 1953 beschloss der Gemeinderat, den Friedhof Heiligenstadt sowie weitere Friedhöfe bis 1975 zu schließen. Dennoch fanden in der ersten Hälfte der 1960er Jahre erneut Renovierungsarbeiten statt. Die Sperrung der Friedhöfe wurde 1975 auf das Jahr 1985 verschoben. In einer Volksbefragung lehnte die Wiener Bevölkerung jedoch 1980 die Sperrung der Friedhöfe ab, woraufhin der Gemeinderat den Beschluss aufhob. Zur Reaktivierung alter Gräber wurden zwischen 1980 und 1983 heimgefallene Grabstellen eingezogen und neu vergeben.
Die letzten Bauarbeiten fanden in den 1990er Jahren statt. 1990 wurde ein neues Verwaltungsgebäude errichtet, 1993 der Halleneingang durch ein Vordach geschützt. Zudem wurde der Aufbahrungsraum umgestaltet und die Fassade instand gesetzt.

## Grabstätten bedeutender Persönlichkeiten

### Ehrenhalber gewidmete Gräber
Der Heiligenstädter Friedhof weist 12 ehrenhalber gewidmete Gräber auf.
In der Spalte Position bezeichnet A den alten, N den neuen Teil des Friedhofs, dann folgt die Gräbergruppe (Buchstabe oder Zahl) und die Grabnummer.
| Name                         | Lebensdaten          | Tätigkeit                                                             | Position    |
| ---------------------------- | -------------------- | --------------------------------------------------------------------- | ----------- |
| Walter Berry                 | 1929–2000            | Kammersänger                                                          | A 1 Nr. 263 |
| Karlheinz Hackl              | 1949–2014            | Schauspieler                                                          | A 3 Nr. 115 |
| Josefine und Leopold Hawelka | 1913–2005, 1911–2011 | Gastronomen (Café Hawelka)                                            | A M Nr. 27  |
| Ödön von Horváth             | 1901–1938            | Dichter und Dramaturg                                                 | A M Nr. 4   |
| Karl Jelinek                 | 1822–1876            | Meteorologe                                                           | A 1 Nr. 60  |
| Max Menger                   | 1838–1911            | Hof- und Gerichtsadvokat                                              | A TO Nr. 21 |
| Alois Preyssing              |                      | Gründer des Spitalfonds                                               | N 5 Nr. 87  |
| Rudolf Sarközi               | 1944–2016            | Bürgerrechtler                                                        | N 4 Nr. 43A |
| Anna Schätz                  |                      | Stifterin und Gründerin einer Kleinkinderbewahrungsanstalt in Nußdorf | N 5 Nr. 87  |
| Walter Schiff                | 1866–1950            | Gründer des ehemaligen Österreichischen Statistischen Zentralamtes    | A 2 Nr. 12  |
| Heinrich Schmid              | 1885–1949            | Architekt                                                             | A 4 154     |
| Roman Karl Scholz            | 1912–1944            | Widerstandskämpfer                                                    | N 1 Nr. 32  |

### Gräber weiterer Persönlichkeiten

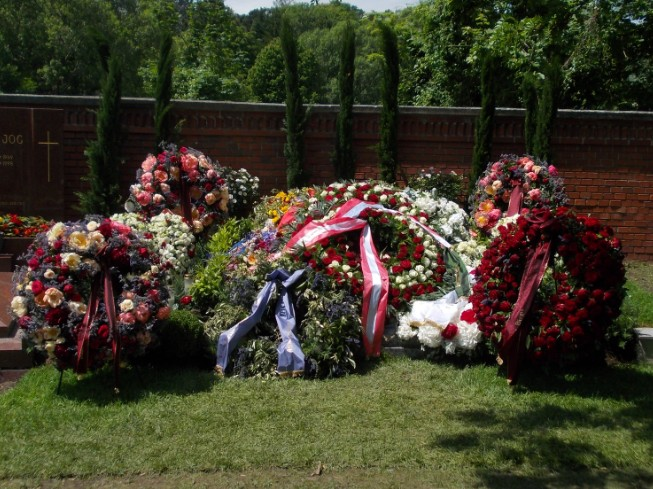
Grabstätte von Niki Lauda

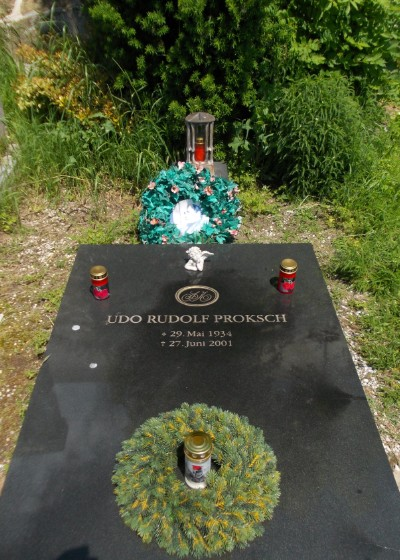
Grabstätte von Udo Proksch

| Name                          | Lebensdaten | Tätigkeit                                               |
| ----------------------------- | ----------- | ------------------------------------------------------- |
| Carl Appel                    | 1911–1997   | Architekt                                               |
| Edmund Bernatzik              | 1854–1919   | Staatsrechtler                                          |
| Hugo Bernatzik                | 1897–1953   | Völkerkundler                                           |
| Richard Blaas                 | 1913–2004   | Historiker                                              |
| Hubert Borowicka              | 1910–1999   | Bauingenieur                                            |
| Katharina Cortolezis-Schlager | 1960–2015   | Unternehmensberaterin und Nationalratsabgeordnete       |
| Peter Dusek                   | 1945–2024   | Historiker                                              |
| Hans Eppinger junior          | 1879–1946   | Internist                                               |
| Moritz Ertl                   | 1859–1934   | Ackerbauminister                                        |
| Felix Maria von Exner-Ewarten | 1876–1930   | Meteorologe                                             |
| Christof Exner                | 1915–2007   | Geologe                                                 |
| Leopold Facco                 | 1907–1993   | Fußballspieler                                          |
| Ernst Grissemann              | 1934–2023   | Radiomoderator                                          |
| Michael Guttenbrunner         | 1919–2004   | Schriftsteller                                          |
| Julius von Hann               | 1839–1921   | Meteorologe                                             |
| Eduard Hauser                 | 1840–1915   | Begründer der modernen Steinmetzindustrie in Österreich |
| Hellmuth Hron                 | 1933–2002   | Schauspieler                                            |
| Hans Igler                    | 1920–2010   | Ökonom und Politiker                                    |
| Hans Jelenko                  | 1943–2024   | Basketballspieler                                       |
| Karl Krticzka von Jaden       | 1824–1885   | Polizeipräsident                                        |
| Theresa Jordis                | 1949–2013   | Rechtsanwältin, Vorstand, Aufsichtsrat                  |
| Friedrich Kratochwjle         | 1882–1956   | Gartenarchitekt und Stadtgartendirektor                 |
| Elisabeth Lafite              | 1918–2007   | Herausgeberin und Verlegerin                            |
| Nikolaus „Niki“ Lauda         | 1949–2019   | Rennfahrer und Unternehmer                              |
| Franz Matscher                | 1928–2021   | Rechtswissenschaftler                                   |
| Rudolf Moralt                 | 1902–1958   | Dirigent                                                |
| Jakob Ortner                  | 1879–1959   | Gitarrist                                               |
| Hans Pernter                  | 1887–1951   | Beamter, Politiker                                      |
| Herbert Pichler               | 1921–2018   | Mediziner                                               |
| Udo Proksch                   | 1934–2001   | Unternehmer, Designer                                   |
| Gottfried Schenker            | 1842–1901   | Gründer des Speditionsunternehmens Schenker             |
| Gerhard Schmidt               | 1924–2010   | Kunsthistoriker                                         |
| Wilhelm Matthäus Schmidt      | 1883–1936   | Physiker                                                |
| Karl Treumann                 | 1823–1877   | Schauspieler                                            |
| Otto Walzhofer                | 1926–2000   | Fußballspieler                                          |
| Peter Weiser                  | 1926–2012   | Kulturmanager                                           |